# Dovyalis
Dovyalis E. Mey. ex Arn., 1841 è un genere di piante tropicali della famiglia delle Salicacee. 
La specie più nota è la africana Dovyalis caffra che è detta in lingua swahili um-kokolo, in inglese kei apple, in afrikaans keiappel; altra specie di rilievo è Dovyalis hebecarpa, anche detta ketembilla, originaria di Sri Lanka.

## Descrizione
Sono alberelli o arbusti dioici sempreverdi, a chioma densa, con rami provvisti, in corrispondenza dei nodi, di spine robuste e lunghe alcuni cm e di brevi rametti portanti una rosetta di foglie. I fiori sono riuniti in piccoli gruppi portati dai rametti. Sono piccoli e poco appariscenti, di colore verdastro, privi di corolla. Quelli maschili sono provvisti di abbondanti stami.
I frutti sono bacche globose, di 2–4 cm di diametro, di colore variabile dal giallo al rosso-porpora, contenenti numerosi semi. Le bacche sono eduli, a volte dolci e succose, ma anche di sapore acidulo, specie se immature.

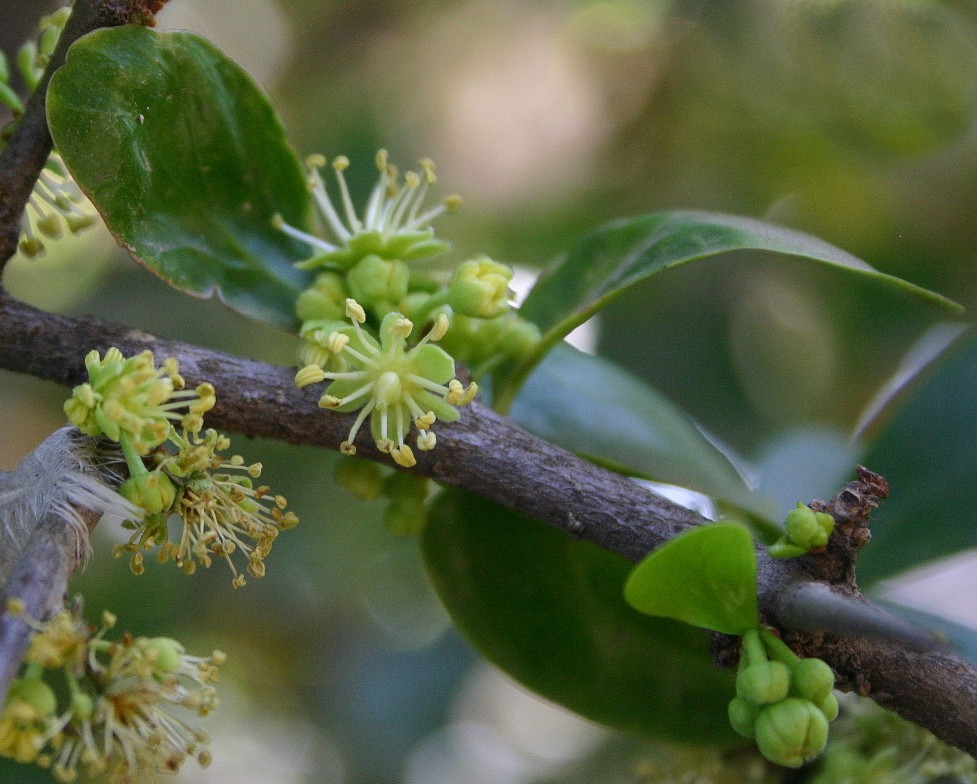
Fiori di Dovyalis caffra
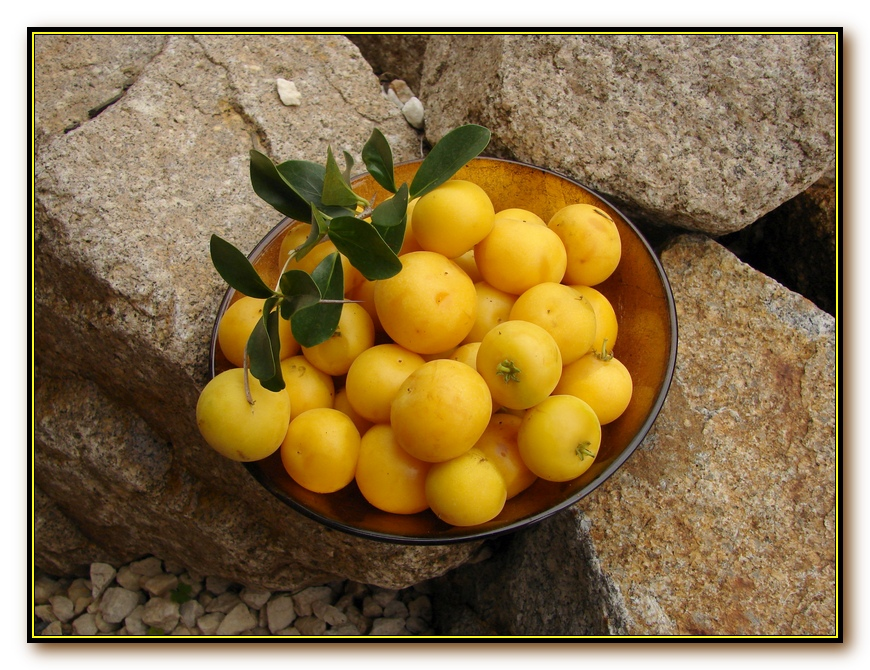
Frutti maturi di Dovyalis caffra

## Distribuzione e habitat
Originarie dell'Africa (dall'Etiopia al Sudafrica) e dell'Asia (Socotra e Sri Lanka), alcune specie di questo genere sono state introdotte in altri ambienti, come ad esempio le regioni temperato-calde, per la coltivazione a scopo ornamentale. Per la spinosità si prestano eccellentemente per la realizzazione di siepi di recinzione.

## Tassonomia
Il genere comprende le seguenti specie:
- Dovyalis abyssinica (A.Rich.) Warb.
- Dovyalis caffra (Hook.f. & Harv.) Warb.
- Dovyalis cameroonensis Cheek & Ngolan
- Dovyalis hebecarpa (Gardner) Warb.
- Dovyalis hispidula Wild
- Dovyalis keniensis E.V.Williams
- Dovyalis longispina (Harv.) Warb.
- Dovyalis lucida Sim
- Dovyalis macrocalyx (Oliv.) Warb.
- Dovyalis macrocarpa Bamps
- Dovyalis mollis (Oliv.) Warb.
- Dovyalis revoluta Thom
- Dovyalis rhamnoides (Burch. ex DC.) Burch. ex Harv. & Sond.
- Dovyalis rotundifolia (Thunb.) Harv.
- Dovyalis spinosissima Gilg
- Dovyalis verrucosa (Hochst.) Lign. & Bey
- Dovyalis xanthocarpa Bullock
- Dovyalis zenkeri Gilg
- Dovyalis zeyheri (Sond.) Warb.